# 乔俊飞
乔俊飞（1968年11月—），男，陕西神木人，生于内蒙古鄂尔多斯，中国智能优化控制专家，北京工业大学教授。主要从事城市污水处理过程控制技术领域研究。

## 生平
1992年本科毕业于阜新矿业学院，获工学学士学位。1995年毕业于阜新矿业学院，获工学硕士学位。1998年毕业于东北大学控制理论与控制工程专业，获博士学位。此后在天津大学自动化学院从事博士后研究。2001年入职北京工业大学，曾任电子信息与控制工程学院副院长、研究生部副主任、研究生院常务副院长，北京工业大学人事处处长等职。2017年4月，任北京工业大学副校长。2018年1月，担任北京工业大学人工智能研究院首任院长。

## 荣誉
- 北京市优秀教师（2006年）
- 第六届吴文俊人工智能科学技术奖进步奖一等奖（2016年）[2]
- 北京学者（2017年）[3]
- 国家科学技术进步奖（2018年度）